# فينيسا أجوفيتش
فينيسا أجوفيتش مواليد 30 مارس 1996 في براني، صربيا والجبل الأسود، هي لاعبة كرة يد مونتينيغرية تلعب كوسط مدافع. مثلت منتخب الجبل الأسود لكرة اليد للسيدات.

## روابط خارجية
- فينيسا أجوفيتش على موقع الاتحاد الأوروبي لكرة اليد (الإنجليزية)